# سيلينة يافاوية
السيلينة اليافاوية (باللاتينية: Silene telavivensis) نوع نباتي يتبع جنس السيلينة من الفصيلة القرنفلية.

## الموئل والانتشار
موطنها بلاد الشام.